# Chinsuko
Il chinsuko (ちんすこう?, Chinsukō) è un dolce tradizionale giapponese, spesso venduto come souvenir (miyagegashi) nelle isole Okinawa.
Si tratta di un piccolo biscotto a base di strutto e farina dal sapore dolce e delicato, molto simile allo shortbread scozzese.
Il chinsuko venne introdotto a Okinawa più di 400 anni fa dalla Cina.